# Dolmen von Ferrussac-Esquirol

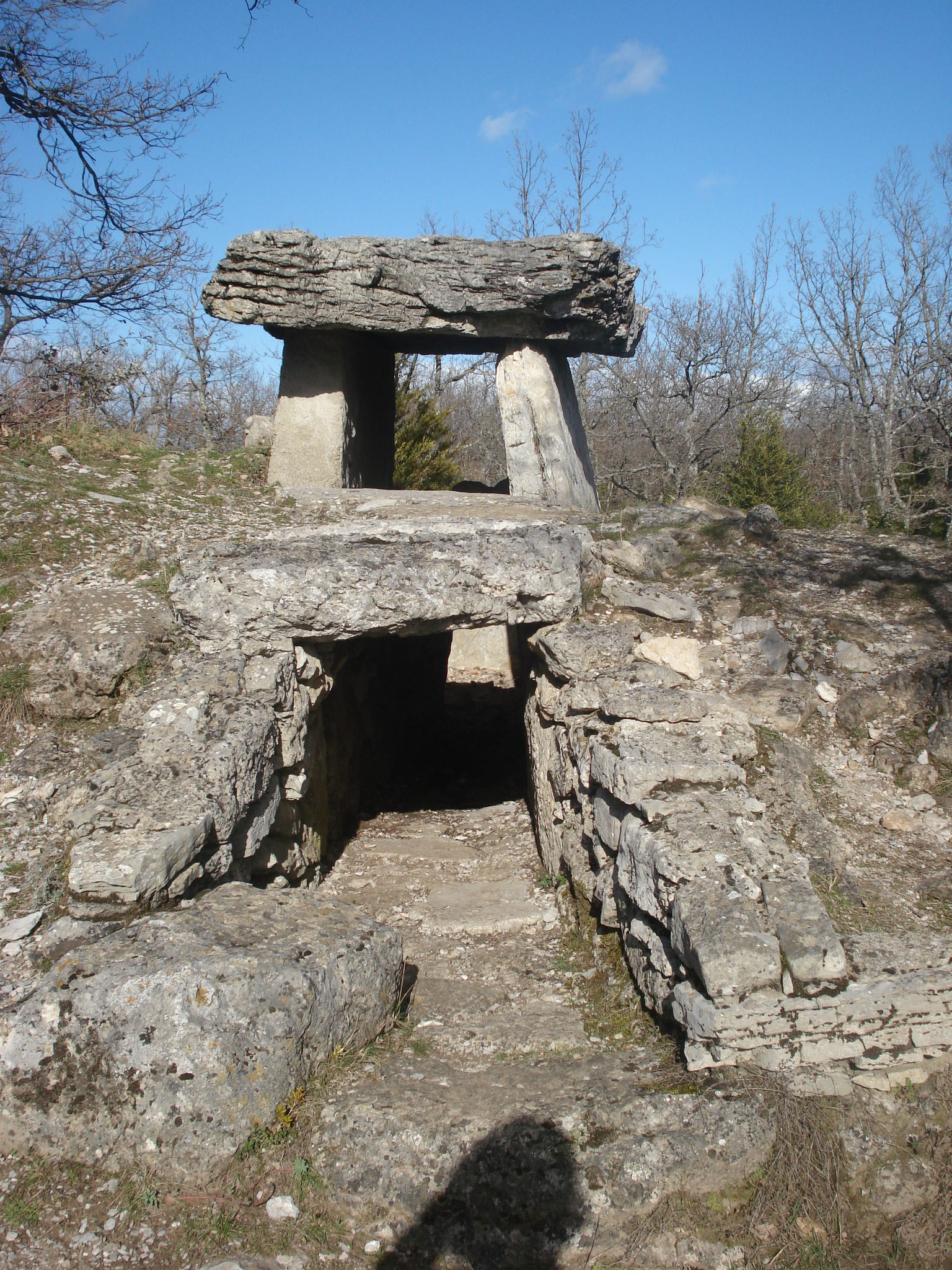
Dolmen von Ferrussac-Esquirol

Der Dolmen von Ferrussac-Esquirol ist der größte „Dolmen à couloir“ im Süden der Hochebene Causse du Larzac bei La Vacquerie-et-Saint-Martin-de-Castries, im Département Hérault in Frankreich. Dolmen ist in Frankreich der Oberbegriff für Megalithanlagen aller Art (siehe: Französische Nomenklatur).
Die Kammer ist etwa 3,0 m lang, 1,0 m breit und 2,0 m hoch. Der Deckstein ist 4,6 m lang und wiegt über 13 Tonnen. Der Gang ist 6,8 m lang, Die Seitenplatten sind etwa 3,5 m lang, 0,9 m hoch und 0,2 m dick. Die Kammer ist mit den Resten eines Erdhügels bedeckt, der von einer Steinmauer gefasst wird, die zu beiden Seiten des Zugangs hervorragt und aus größeren Blöcken besteht. Auf der Decke des Dolmens steht ein einfacher Steintisch aus drei Platten. Der Blick entlang des Durchgangs vermittelt den Eindruck eines Doppeldecker-Dolmens. Eine Restaurierung wurde von der archäologischen Gruppe Lodévois (GAL) durchgeführt.
Der Dolmen wurde 1866 von Pater Vinas erstmals erwähnt und war Gegenstand mehrerer Ausgrabungen. In den 1960er Jahren hat der Archäologe Gaston Combarnous (1892–1987) Knochenwerkzeuge, 1500 Perlen aus Steatit und einige aus Kupfer, Fragmente von Bronzearmbändern und Pfeilspitzen sowie menschliche Knochen von mehr als 60 Individuen gefunden.
Der Dolmen von Saint-Martin d'Azirou präsentierte Baureste, Keramik und lithisches Material. In der von Joseph Giry (1905–2002) erkundeten Höhle von Maurous wurden neun große Urnen aus der Bronzezeit entdeckt, die im Museum von Lodève ausgestellt sind. Unterhalb des Höhleneingangs steht der 1,5 m hohe Menhir la Pierre de la grotte de Maurous. Im Chalkolithikum und der Bronzezeit wurden Höhlenzisternen zum Wassersammeln verwendet. In La Trivalle, La Vernède, Montsaloux, Sablières und Saint-Martin d'Azirou gibt es Spuren von Häusern und Gehegen aus der Kupferzeit sowie Reste römischer Villen und dreier Altstraßen namens La Trivalle. Die Reste eines Kalkofens liegen zwischen der Straße und dem Dolmen.
In der Nähe liegt der Dolmen de Costa-Caouda.